# Wulfred
Wulfred est un ecclésiastique anglo-saxon mort le 24 mars 832. Il est le quinzième archevêque de Cantorbéry, de 805 à sa mort. Son épiscopat est consacré à la réforme du chapitre de la cathédrale de Cantorbéry, ainsi qu'à de longues querelles avec les souverains du royaume de Mercie au sujet de l'autorité laïque sur des monastères du Kent.

## Biographie

### Origines
Wulfred semble être issu d'une famille fortunée du Middlesex, détentrice de domaines considérables dans la région et les alentours. Un membre de sa famille nommé Werhard possède des terres près de Hayes, tout comme Wulfred par la suite. D'autres éléments suggèrent un lien de parenté avec une famille noble détentrice de terres à Hayes, mais aussi à Harrow et à Twickenham.
La première mention de Wulfred dans les sources remonte à 803, lorsqu'il assiste à un synode auprès de l'archevêque Æthelhard en tant qu'archidiacre de la cathédrale Christ Church de Cantorbéry. Après la mort d'Æthelhard, le 12 mai 805, il assiste à un autre synode le 26 juillet et apparaît avec le titre d'« archevêque-élu » dans les documents qui attestent des décisions du concile. Il est sacré archevêque le 3 août de la même année. Son élection est vraisemblablement le résultat de l'influence exercée sur le Kent et sur Cantorbéry par le puissant royaume de Mercie. Pour autant, il est le premier archevêque dont des monnaies portent le portrait sans jamais faire référence au souverain mercien,.

### Réforme de Christ Church

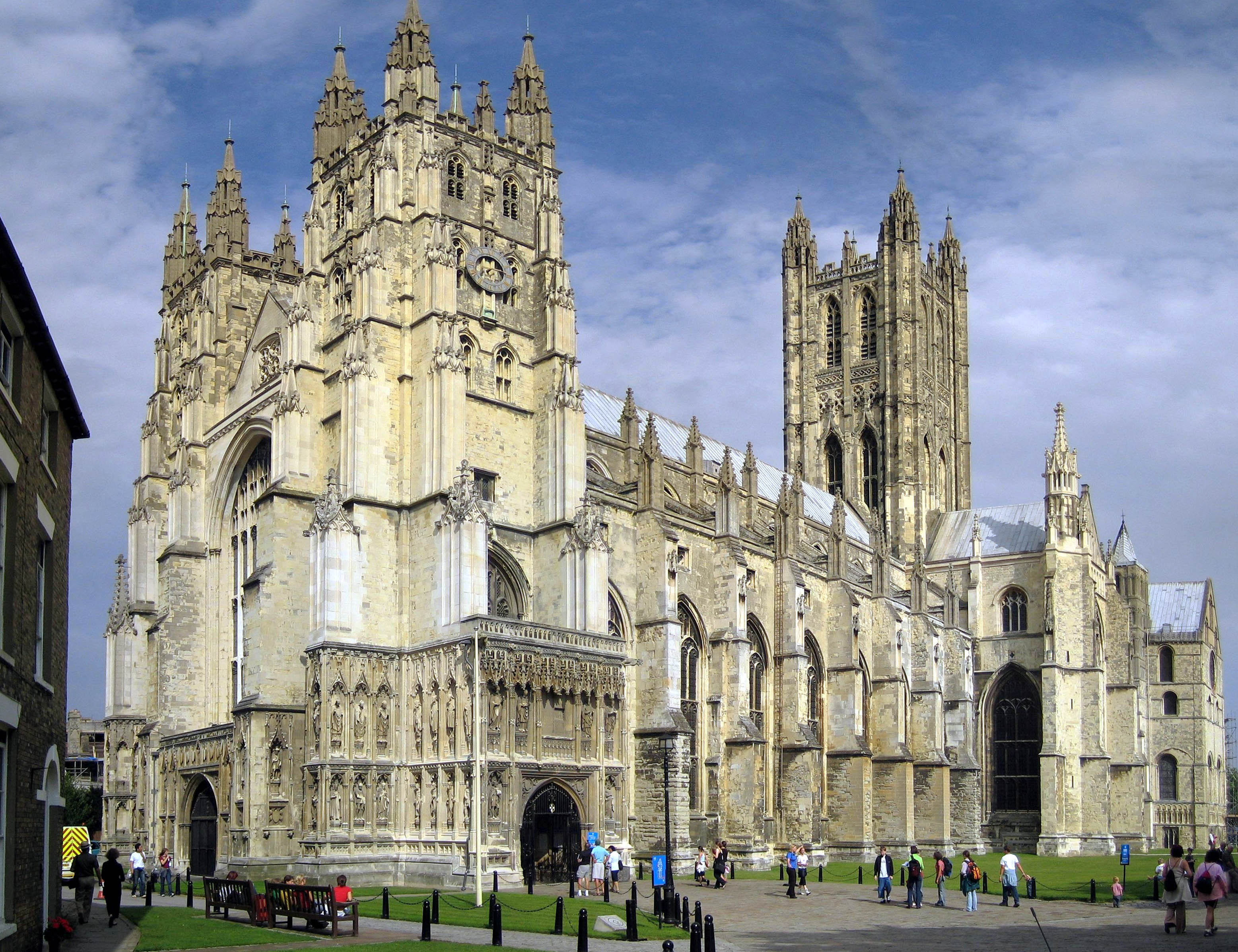
La cathédrale de Cantorbéry.

L'un des principaux objectifs de Wulfred est de réformer le chapitre de la cathédrale Christ Church. Il s'efforce notamment d'imposer la vie communale au clergé du chapitre : manger ensemble, faire dons de leurs biens personnels au chapitre et s'assurer du suivi des heures canoniales. Il emploie également sa fortune personnelle à la construction de nouveaux bâtiments et à la rénovation d'anciens édifices, sans que l'on sache s'il s'agit simplement de bâtiments annexes ou de la cathédrale elle-même.
Dès 813, Wulfred peut affirmer avoir « ravivé le saint monastère de l'église de Cantorbéry en le renouvelant, en le rénovant et en le reconstruisant ». Il s'inspire peut-être de la Regula canonicorum de l'évêque Chrodegang de Metz, ou bien de la règle de Benoît de Nursie. Il est impossible de dire si le clergé de la cathédrale est resté composé de moines, ou s'ils sont devenus des chanoines. Par la suite, Wulfred fait don de terres au chapitre, à la condition que les nouvelles règles continuent à être respectées.
Le scriptorium de Christ Church est particulièrement actif durant l'épiscopat de Wulfred,. Les documents produits à cette époque présentent une écriture élégante, mais ils sont émaillés de fautes, ce qui tend à prouver que le clergé du chapitre ne maîtrise pas très bien le latin. Il est peu probable que de nouvelles œuvres aient été composées durant cette période.

### Querelles avec Cenwulf
Le roi Cenwulf de Mercie (r. 796-821) considère que les maisons religieuses peuvent être détenues par des laïcs, ce à quoi Wulfred s'oppose. Cette querelle, mentionnée dans une lettre du pape Léon III à Charlemagne en 808 comme toujours vivace, semble avoir été réglée peu après : les deux hommes apparaissent ensemble dans une série de transferts de propriétés terriennes entre 809 et 815 et semblent en bons termes.
Wulfred se rend à Rome en 814 avec l'évêque de Sherborne Wigberht pour s'entretenir avec Léon III. La nature exacte de leurs débats est inconnue, mais elle est vraisemblablement liée à la question soulevée par le conflit avec Cenwulf : le contrôle de monastères par des laïcs. Cette pratique existe depuis des siècles, mais l'Église s'efforce d'affirmer son autorité sur les monastères depuis le milieu du VIIe siècle environ, comme en témoignent les décrets des synodes de Clofesho (803) et Chelsea (816) en Angleterre. La question se cristallise autour des monastères de Reculver (en) et Minster-in-Thanet, dans le Kent, et la situation s'envenime au point que Wulfred est déposé par Cenwulf et ne peut exercer le pouvoir pendant plusieurs années. Cenwulf menace de l'exiler lors d'un concile ayant eu lieu peut-être en 821. Wulfred et le clergé de Cantorbéry contre-attaquent en envoyant des ambassades au pape et en produisant de faux documents, prétendument rédigés par les prédécesseurs de Cenwulf, qui parlent en leur faveur.
Vers 820, Cenwulf contraint Wulfred à accepter un compromis défavorable : en échange du contrôle sur les monastères débattus, il doit verser au roi une importante somme en or et lui remettre une vaste propriété terrienne. Cenwulf et ses fidèles ne se pressent pas pour autant de remettre les monastères à Wulfred. En septembre 822, l'archevêque conclut un nouvel accord avec le successeur de Cenwulf, Ceolwulf, en échange de son sacre, retardé d'une année en raison de cette querelle. La situation de Wulfred s'améliore après la déposition de Ceolwulf en 823. Le nouveau roi, Beornwulf, organise un nouveau concile à Clofesho en 825, qui règle le conflit en faveur de Wulfred. La fille de Cenwulf, Cwenthryth, abbesse de Winchcombe et Minster-in-Thanet, verse une compensation à Wulfred et perd le contrôle des établissements du Kent.
C'est également en 825 que la Mercie perd le contrôle du Kent à la suite de la défaite de Beornwulf contre Ecgberht de Wessex à la bataille d'Ellendun. Les relations entre Wulfred et ses nouveaux suzerains sont glaciales, et l'archevêque semble avoir cessé de frapper des monnaies à son nom pendant quelque temps. La question des monastères kentiques n'est définitivement tranchée qu'en 838, plusieurs années après sa mort et peu avant celle d'Ecgberht.

### Mort et postérité
Wulfred meurt en 832, probablement le 24 mars. Il lègue la majeure partie de sa fortune à son neveu Werhard. Moine à Christ Church, ce dernier s'élève au rang d'« abbé-prêtre » vers le milieu des années 830. Il lègue à son tour ces terres à Christ Church, selon le vœu de son oncle,.